# Paragüeños
Los paragüeños (en inglés: Palaweños; en filipino: mga Palawenyo) o palahueños son los habitantes de la provincia filipina de La Paragua (en inglés: Palawan). Pertenecen a una de las varias etnias que coexisten en la provincia. Las etnias autóctonas de la provincia incluyen los agutaínos, los bataques, los cuyanos, los molbogues, los paraguanos y los tagbanuás. También hay paragüeños cuyos antepasados se originaron parcial o completamente de otras partes del país.